# 1898: Los últimos de Filipinas
1898: Los últimos de Filipinas és una pel·lícula espanyola dirigida per Salvador Calvo i produïda per Enrique Cerezo. Estrenada el 2 de desembre de 2016. Descriu de manera dramatitzada el «setge de Baler». Es va rodar, entre altres llocs, en exteriors de Guinea Equatorial i les Illes Canàries. El seu rodatge va durar 9 setmanes, des de maig fins a juliol de 2016.

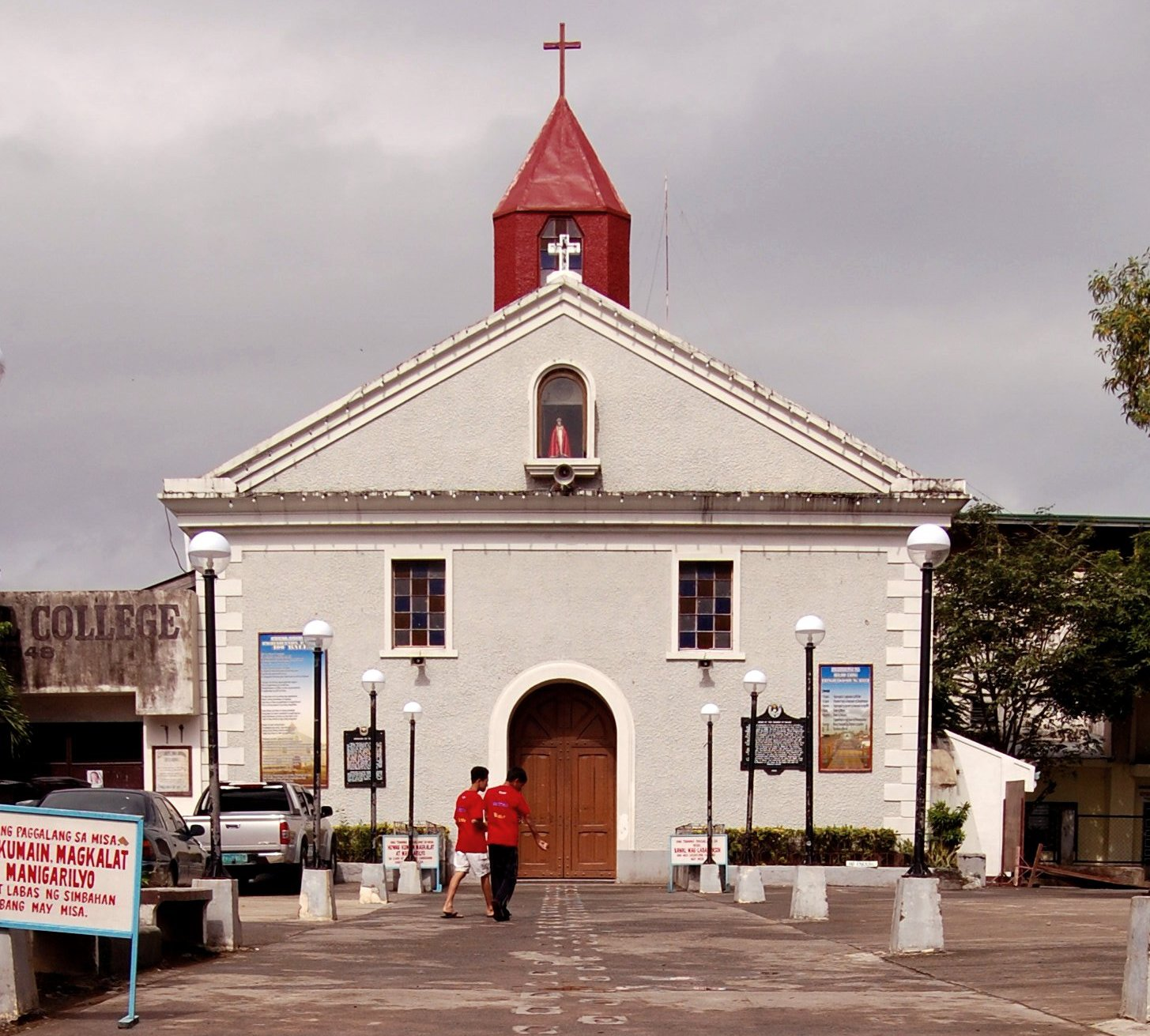
Església de San Luis de Tolosa de Baler, Aurora (Filipines), restaurada el 1939

Encara que narra els mateixos fets històrics, és una versió diferent de la pel·lícula del mateix títol de 1945 que van protagonitzar, Fernando Rey i Tony Leblanc. En la pel·lícula de Salvador Calvo es fa més èmfasi en la dura convivència i el sofriment experimentat pels assetjats en l'església de San Luis de Tolosa de Baler. A més, s'expliquen alguns fets omesos per la versió de 1945, com l'existència de desertors. Paola Torres va guanyar el Goya al millor vestuari

## Argument
Es narra la resistència de la guarnició espanyola del llogaret costaner de Baler, a l'illa filipina de Luzón, en l'episodi històric conegut com el «setge de Baler». A l'octubre de 1897, un destacament enviat a Baler va ser aniquilat a les mans de rebels tagalos. El grup massacrat va ser reemplaçat per cinquanta soldats que van resistir al llarg de 337 dies de setge rebel, aliens al fet que, ja havien perdut la guerra.